# Ivan I av Moskva
Ivan I var även en bulgarisk tsar, se Kalojan.
Ivan I Danilovitj (rysk kyrilliska: Ива́н I Дани́лович), kallad Kalita (Калита́), "penningpung", (1288 – 31 mars 1340) var furste av Moskvariket från 1325 och storfurste av Vladimir-Suzdal från 1328. Han var son till Daniil Aleksandrovitj (furste av Moskva).
Då Tver avvikit till Litauen tvingades Uzbeg Khan av Gyllene horden förlita sig på Ivan som sin främste ryska vasall. Ivan var mongolernas främste skatteindrivare och gjorde sig och Moskva rikt genom att vara lojal mot Gyllene horden (därav Kalita, "penningpung"). Han använde sitt välstånd för att ge lån till kringliggande ryska furstendömen. Dessa riken kom i större och större skuld till Moskva, vilket gjorde det möjligt för Ivans efterföljande att annektera dem. Ivans största framgång var dock att övertyga khanen i Saraj att hans son, Simeon, skulle efterträda honom som storfurste av Vladimir.